# グランディアシリーズ
グランディアシリーズ（GRANDIA SERIES）は、ゲームアーツが開発・発売しているロールプレイングゲームのシリーズ作品。2005年時点でシリーズの累計販売本数は200万本を達成。

## シリーズ一覧
※SS=セガサターン、DC=ドリームキャスト、PS=PlayStation、PS2=PlayStation 2、GBC=ゲームボーイカラー。
| 1997 | グランディア                      |
| 1998 | グランディア デジタルミュージアム |
| 1999 |                                   |
| 2000 | グランディアII                    |
| 2000 | グランディア パラレルトリッパーズ |
| 2001 |                                   |
| 2002 | グランディア エクストリーム       |
| 2003 |                                   |
| 2004 |                                   |
| 2005 | グランディアIII                   |
| 2006 |                                   |
| 2007 |                                   |
| 2008 |                                   |
| 2009 | グランディアオンライン            |
| 2010 |                                   |
| 2011 |                                   |
| 2012 |                                   |
| 2013 |                                   |
| 2014 |                                   |
| 2015 |                                   |
| 2016 |                                   |
| 2017 |                                   |
| 2018 |                                   |
| 2019 |                                   |
| 2020 | グランディア HDコレクション       |

### 本編作品
- グランディア（SS、1997年12月18日）
  - グランディア（PS、1999年6月24日、移植）
- グランディアII（DC、2000年8月3日）
  - グランディアII（PS2、2002年2月21日、移植）
  - Grandia II Anniversary Edition（PC、2015年8月25日、移植）
- グランディアIII（PS2、2005年8月4日）
- グランディア HDコレクション（Switch、2020年3月20日）
  - 『I』と『II』をHDリマスターしたもの。ダウンロード専用[2]。

### 外伝作品
- グランディア デジタルミュージアム（SS、1998年5月28日、ファンディスク）

グランディア第一作のキャラクターたちが登場する、サブシナリオのようなストーリー。ゲームシステムは本編をほぼそのまま流用しており、あくまで第一作をやったプレイヤーだけが楽しめる内容のファンディスクである。
- グランディア パラレルトリッパーズ（GBC、2000年12月22日）

ハドソンより発売。本編のリアルタイムで行動順番が変化していくシステムを活かしつつ、アクションカードを使ったゲームボーイならではの表現にアレンジされている。
- グランディア エクストリーム（PS2、2002年1月31日）
- グランディアオンライン（2009年8月26日正式サービス開始、2012年9月28日サービス終了）